# 4300 Marg Edmondson
A 4300 Marg Edmondson (ideiglenes jelöléssel 1955 SG1) a Naprendszer kisbolygóövében található aszteroida. Az Indiana Egyetem fedezte fel 1955. szeptember 18-án.